# Фам Ван Донг

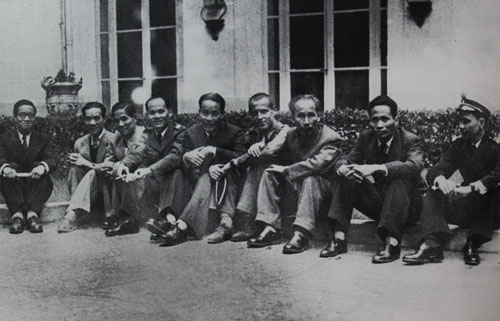
Фам Ван Донг (второй справа, рядом с Хо Ши Мином) в 1946 году

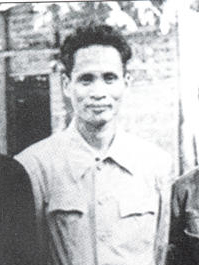
1954

Фам Ван Донг  (вьет.  Phạm Văn Đồng, урождённый Ань То; 1 марта 1906 года, Куангнам, Французский Индокитай — 29 апреля 2000 года Ханой, СРВ) — вьетнамский государственный и политический деятель, премьер-министр Вьетнама в 1955—1987 годах.

## Биография
Родился 1 марта 1906 года в провинции Куангнам в семье крестьянина-вьета. При рождении получил имя Ань То. Сам Фам Ван Донг в частных беседах иногда утверждал, что родился тремя годами ранее, в 1903 году, в семье мандарина в центральной провинции Куангнгай. Образование получал в Ханойском колледже, где обучение проходило на французском языке.

## Революционная деятельность
В 1925 году вступил в Товарищество революционной молодёжи Вьетнама (тогда же принял активное участие в похоронах видного деятеля национально-освободительного движения страны Фан Тау Чиня в Сайгоне). В 1926 году учился на «Курсах революционной подготовки», организованных Хо Ши Мином в Гуанчжоу, затем вступил во Вьетнамскую революционную молодёжную ассоциацию. В 1929 году участвовал в съезде Коммунистического союза молодежи Вьетнама в Гонконге. В 1929 году был арестован французскими колониальными властями и приговорён к 10 годам тюремного заключения (отбывал в концлагере на островах Кондао). В 1936 году, когда во Франции к власти пришло правительство Народного фронта, был освобождён из тюрьмы и работал в Ханое. В 1940 году вместе с Во Нгуен Зяпом тайно отправился в Китай, где вступил в Коммунистическую партию Индокитая (позже — Коммунистическая партия Вьетнама, КПВ) и занялся организацией партизанской базы невдалеке от вьетнамо-китайской границы. В 1941 году стал одним из организаторов Лиги борьбы за независимость Вьетнама (Вьетминь). В 1941—1945 годах участвовал в создании революционных баз в Северном Вьетнаме.

## На государственных постах
В 1945 году на Национальном конгрессе вошёл в Национальный комитет освобождения Вьетнама, где стал одним из пяти членов Постоянного комитета. После Августовской революции 1945 года стал министром финансов во Временном правительстве Демократической Республики Вьетнам.
2 марта 1946 был избран заместителем председателя Постоянной комиссии Национального собрания первого созыва (был членом Национального собрания с 1946 по 1987 год). С конца 1946 по 1949 год Фам Ван Донг был специальным представителем ЦК Партии трудящихся Вьетнама и правительства Демократической Республики Вьетнам в Центральном Вьетнаме. Одновременно он возглавлял делегацию ДРВ на переговорах с Францией по вопросам независимости Индокитая. С 1947 — кандидат в члены ЦК Коммунистической партии Индокитая (член ЦК с 1949).
С июля 1949 по сентябрь 1955 года — заместитель (единственный) премьер-министра ДРВ Хо Ши Мина, одновременно с апреля 1954 года — министр иностранных дел.
С мая 1954 году возглавлял вьетнамскую делегацию на переговорах по проблеме Индокитая в Женеве. Его убедительные выступления и поддержка советской и китайской делегаций привели к подписанию 20 июля 1954 года договора с Францией о прекращении военных действий на полуострове и предоставлении Вьетнаму, Лаосу и Камбодже независимости. После этого Фам Ван Донга, подписавшего договор от имени страны, стали называть «лицом и голосом Вьетнама». С августа 1954 заведующий отделом ЦК партии по иностранным делам.
С 20 сентября 1955 года — премьер-министр и одновременно (до 1961 года) министр иностранных дел ДРВ. Был одним из участников мирных переговоров по прекращению вьетнамской войны при администрациях Линдона Джонсона и Ричарда Никсона.
После объединения с Южным Вьетнамом, с июля 1976 года — премьер-министр правительства объединённой Социалистической Республики Вьетнам и заместитель председателя Совета национальной обороны. Если в годы войны с США главной задачей премьер-министра было создание прочного тыла на Севере, то после победы — восстановление разрушенного хозяйства воссоединённой страны.
Член Политбюро ЦК Партии трудящихся Вьетнама (название КПВ в 1951—1976 годах) с 1951.

## Последний период жизни
В 1987 году 81-летний Фам Ван Донг покинул государственные и партийные посты и стал советником ЦК КПВ (по 1997 год). Вместе с генеральным секретарем ЦК Нгуен Ван Линем и премьер-министром До Мыоем участвовал в неформальной встрече с китайским руководством в Чэнду в сентябре 1990 года для нормализации отношений между двумя странами после более чем 10 лет напряжённости и конфликта.
С августа 1998 года почётный председатель Национального совета по руководству составлением Вьетнамской энциклопедии.
Несмотря на преклонный возраст и слепоту (начал слепнуть с начала 1980-х годов XX века из-за атрофии нерва глазного дна), часто появлялся на публике. Писал статьи во вьетнамские газеты, в которых нередко говорил о проблемах коррупции, разъедающих компартию. Среди соотечественников пользовался уважением как человек взвешенных суждений и умеренных взглядов.
Последние полгода жизни провёл в больнице. Умер 29 апреля 2000 года, накануне 25-й годовщины победы Вьетнама в войне с США, из-за чего сообщение о его кончине было перенесено, но затем был объявлен трёхдневный траур.
Его имя носят улицы в ряде вьетнамских городов, университет в Куангнгае.

## Награды
- Орден Золотой Звезды
- Орден Клемента Готвальда (04.02.1986)[6]
- Орден Ленина (27.02.1981, СССР).
- Орден Октябрьской Революции (28.02.1986, СССР).
- Орден «Хосе Марти» (1986, Куба)[7]

Награды Лаоса, Камбоджи, Болгарии, Польши и Монголии.